# Леричи
Леричи (итал. Lerici) је насеље у Италији у округу Ла Специја, региону Лигурија.
Према процени из 2011. у насељу је живело 8822 становника. Насеље се налази на надморској висини од 12 м.

## Становништво
Према резултатима пописа становништва 2011. у општини је живело 10.090 становника.
| 1931.  | 1936.  | 1951.  | 1961.  | 1971.  | 1981.  | 1991.  | 2001.  | 2011.  |
| ------ | ------ | ------ | ------ | ------ | ------ | ------ | ------ | ------ |
| 12.091 | 12.217 | 13.243 | 13.563 | 14.680 | 13.663 | 12.233 | 10.900 | 10.090 |

## Партнерски градови
- Mougins